# Dicranota stigma
Dicranota (Rhaphidolabis) stigma là một loài ruồi trong họ Pediciidae. Chúng phân bố ở vùng sinh thái Nearctic.